# Белоцерковцы (Полтавская область)
Белоцерко́вцы (укр. Білоцерківці) — село,
Белоцерковский сельский совет,
Пирятинский район,
Полтавская область,
Украина.
Код КОАТУУ — 5323880401. Население по переписи 2001 года составляло 413 человек.
Является административным центром Белоцерковского сельского совета, в который, кроме того, входят село
Яцины.

## Географическое положение
Село Белоцерковцы находится на берегах реки Многа, выше по течению на расстоянии в 2 км расположено село Дащенки, ниже по течению на расстоянии в 2 км расположено село Яцины. По селу протекает пересыхающий ручей с запрудой.

## История
Село основано казаками, которые после службы селились на свободных землях. Первыми поселенцами били Дорошенки, Шокодьки, Волошины, Митропаны.
В Центральном Государственном Историческом Архиве Украины в городе Киеве есть документы Введенской церкви за 1737—1782 год
В 1784 году в селе насчитывалось 811 человек.
Село указано на специальной карте Западной части России Шуберта 1826—1840 годов как Белоцерковка
В 1859 году в Белоцерковцах Лохвицкого уезда проживали 2177 человек.
В начале XIX века в Белоцерковцах были построены деревянная, а потом и кирпичная (1848) церковь, винокурный, кирпичный завод, водяная мельница, 12 ветряных мельниц, земская и церковно-приходская школа с двумя преподавателями. Крестьяне кроме земледелия занимались ткачеством, пошивкой одежды, обуви, вышиванием, изготовлением посуды, кузнечеством.
Советская власть пришла в январе 1918 года. Работала аптека и больница.
Во время немецко-фашистской оккупации (17.09.1941—16.09.1943) в Германию вывезли 292 и расстреляли 16 жителей деревни. С войны не возвратилось 223 человека.

## Экономика
- Молочно-товарная ферма.
- ООО «Хлебороб-2006».

## Объекты социальной сферы
- Школа І ст.

## Природа
В Белоцерковцах протекает река Многа (на которой родился и вырос философ Г. С. Сковорода). На своих склонах имеет прекрасную природу с большим количеством растений и животных, занесённых в Красную книгу. На территории деревни два пруда: Долина и Моренцевое, леса Большой лес, Сироватчина, рощи, дубравы.

## Белоцерковцы и Т. Г. Шевченко
К Белоцерковцам непосредственное отношения имеет Тарас Григорьевич Шевченко, написавший портрет одного из жителей Белоцерковец Лаврентия Бойко. Портрет долгое время находился в Белоцерковцах, а потом был передан в музей Т. Г. Шевченко в Киеве. Точно не известно, когда и где нарисован портрет, возможно, Шевченко был в Белоцерковцах или, возможно, познакомился с Лаврентием Бойко в имении в Качановке.

## Достопримечательности
- Братская могила (1957 год) и памятник (1966 год) воинам землякам, которые погибли на фронтах Великой Отечественной войны.
- Памятник Карлу Марксу.

## Религия
- Георгиевская церковь[5] (1848 год). Храмовой праздник Святого Георгия, 6 мая.
- Свято-Георгиевский женский монастырь Украинской православной церкви Киевского патриархата.